# LXVI edición de los Premios Ariel
La 66° edición de los Premios Ariel, organizada por la Academia Mexicana de Artes y Ciencias Cinematográficas (AMACC) tuvo lugar el 7 de septiembre del 2024 en el Teatro Degollado de Guadalajara, Jalisco.Durante la gala, la AMACC premio a las mejores películas mexicanas estrenadas durante el 2023.  La ceremonia fue televisada en México por Canal Once, TNT, Jalisco TV y en streaming por Max.
Tótem ganó cinco premios, incluyendo Mejor Película y Mejor Dirección para Lila Avilés. Otros ganadores incluyeron Todo el silencio con cuatro premios, Temporada de Huracanes, El Eco y Heroico con tres, Desaparecer por completo con dos y Kokoloko, Apnea, Norte y La sociedad de la nieve con uno.
Para esta edición, se entregó el Ariel de Oro a la directora de arte Brigitte Broch, a la actriz y cantante Angélica María, y póstumamente a la directora Busi Cortés por su trabajo de excelencia dentro de la industria cinematográfica durante sus carreras.

## Ganadores y nominados
Los nominados a los 66º Premios Ariel fueron anunciados el 19 de junio de 2024 por las actrices Arcelia Ramírez y Fiona Palomo. De las películas nominadas, diecisiete de ellas contaron con apoyos públicos en su producción y distribución como EFICINE, FOCINE, ECAMC, FONCA o IMCINE.Tótem', dirigida por Lila Avilés encabezo las nominaciones con quince, seguida de Heroico de David Zonana y Temporada de Huracanes de Elisa Miller con once nominaciones.  Los ganadores fueron anunciados durante la ceremonia el 7 de septiembre. Lila Avilés se convirtió en la tercera mujer en ganar el Ariel a Mejor Dirección por Tótem, después de Tatiana Huezo y Fernanda Valadez.

### Premios
Los ganadores aparecen en primer lugar, resaltados en negrita e indicados con una doble cruz (‡).
| Mejor Película - Tótem – Limerencia Films, Laterna, Paloma Productions y Alpha Violet Producción. Dir. Lila Avilés‡ - El eco – Radiola Films. Dir. Tatiana Huezo - Heroico – New Fiction Films. Dir. David Zonana - Temporada de huracanes – Redrum 15. Dir. Elisa Miller - Todo el silencio – Animal de Luz Films y This Is Why Cinema. Dir. Diego del Río                                   | Mejor Dirección - Lila Avilés – Tótem‡ - Rodrigo García – Familia - Tatiana Huezo – El eco - Elisa Miller – Temporada de huracanes - David Zonana – Heroico |
| Mejor Actriz - Adriana Llabrés – Todo el silencio‡ - Adriana Barraza – El último vagón - Cassandra Ciangherotti – Familia - Ilse Salas – Familia - Mónica Huarte – Señora Influencer | Mejor Actor - Noé Hernández – Kokoloko‡ - Daniel Giménez Cacho – Familia - Harold Torres – Desaparecer por completo - Pablo de Tavira Egurrola – Recursos humanos - Juan Daniel García Treviño – Perdidos en la noche |
| Mejor Coactuación Femenina - Ludwika Paleta – Todo el silencio‡ - Montserrat Marañón – Tótem‡ - Myriam Bravo – Valentina o la serenidad - Teresa Sánchez – Tótem - Marisol Gasé – Tótem | Mejor Coactuación Masculina - Fernando Cuautle – Heroico‡ - Humberto Busto – Martínez - Juan Manuel Bernal – Confesiones - Julio César Cedillo – A cielo abierto - Mateo García Elizondo – Tótem |
| Mejor Revelación Actoral - Naíma Sentíes – Tótem‡ - Danae Ahuja Aparicio – Valentina o la serenidad - Ikal Paredes – El último vagón - Rocío de la Mañana – Adolfo - Santiago Sandaval Carvajal – Heroico - Saori Gurza – Tótem | Mejor Guion Original - Lila Avilés – Tótem‡ - Ángeles Cruz – Valentina o la serenidad - David Zonana – Heroico - Guillermo Arriaga – A cielo abierto - Lucía Carreras – Todo el silencio |
| Mejor Guion Adaptado - Elisa Miller y Daniela Gómez – Temporada de huracanes‡ - Fernando Frías de la Parra y María Camila Arias – No voy a pedirle a nadie que me crea - Hugo Hiriart y Guita Schyfter – El águila y el gusano - Javier Peñalosa – El último vagón - Jesús Magaña Vázquez, Fernando del Razo y Antonio Ortuño – Recursos humanos                                              | Mejor Fotografía - Ernesto Pardo – El eco‡ - Carolina Costa – Heroico - Damián García – No voy a pedirle a nadie que me crea - Diego Tenorio – Tótem - Glauco Bermúdez – Desaparecer por completo - María José Secco – Temporada de huracanes |
| Mejor Música Original - Leonardo Heiblum y Jacobo Lieberman – El eco‡ - Alejandro Otaola – Desaparecer por completo - Andrés Sánchez Maher, Keit Javier Reyes Osorio “Konk Reyes” y Adan Samuel Romero Ramiréz "Haxah" – Una jauría llamada Ernesto - Héctor Ruiz – Temporada de huracanes - Ludovico Einaudi – A cielo abierto - Zulu González y Estéban Aldrete – ¿Encontró lo que buscaba? | Mejor Vestuario - Gabriela Fernández – Heroico‡ - Jimena Fernández y Nora Solís – Tótem - Laura García de la Mora – El último vagón - Mariestela Fernández – Familia - Úrsula Schneider – Temporada de huracanes |
| Mejor Diseño de Arte - Ivonne Fuentes – Heroico‡ - Alisarine Ducolomb – Desaparecer por completo - Antonio Muñohierro – El último vagón - Carlos Y. Jacques – Temporada de huracanes - Nohemí González – Tótem | Mejores Efectos Visuales - Gustavo Bellón, Thomas Boda, René Allegretti Zambrano, Jesús Corrales Clark, Jorge Palma y Javier Velázquez Dorantes – Desaparecer por completo‡ - Mario Raúl Villegas Rojano, Pablo Ángeles Zuman – Masacre en Teques - Nicolás González, Ignacio Pol, Pablo Accamee, Enrique Cantú Garza V y Fernando Campos – Recursos humanos - Peter Hjorth, Roberto Galindo Rivera y Mikael Windelin – Perdidos en la noche - Víctor Valencia – Temporada de huracanes                                                                |
| Mejor Maquillaje - Alejandra Velarde – Temporada de huracanes‡ - Adam Zoller Duplan – Desaparecer por completo - Gerardo Muñoz – Masacre en Teques - Tania Aguilera – Heroico - Vanessa Coty – Tótem | Mejor Sonido - Miguel Hernández, Mario Martínez Cobos y Liliana Villaseñor – Todo el silencio‡ - Carlos E. García, Raúl Locatelli y Michel Schöpping – Perdidos en la noche - José Miguel Enríquez, António Pórem Pires y Federico González Jordán – Desaparecer por completo - Lena Esquenazi, Martin de Torcy, Jaime Baksht y Michelle Couttolenc – El eco - Raúl Locatelli y Erik Clauss – Heroico - Rune Palving, Daniel Rojo Solís y Guido Berenblum – Tótem - Sergio Díaz, Pablo Tamez Sierra y Carlos Cortés Navarrete – Temporada de huracanes |
| Mejores Efectos Especiales - Goyo Vega, Adam Zoller Duplán y Rocío Espinosa Valdés – Desaparecer por completo‡ - Gerardo Muñoz – Masacre en Teques - José Martínez – Todos los incendios - José Martínez – El útlimo vagón - Lanfranco Buratini, Esteban Parodi, Nico Crespo y Jano Ubierna – Recursos humanos                                                                                | Mejor Ópera Prima - Todo el silencio – Diego del Río‡ - A cielo abierto – Mariana Arriaga y Santiago Arriaga - La hija de todas las rabias – Laura Baumeister - Adolfo – Sofía Auza - Martínez – Lorena Padilla |
| Mejor Largometraje Documental - El eco – Tatiana Huezo‡ - M20 Matamoros Ejido 20 – Leonor Maldonado García - Una jauría llamada Ernesto – Everardo González - La dama del silencio: El caso Mataviejitas – María José Cuevas - La oscuridad de La Luz del Mundo – Carlos Pérez Osorio | Mejor Edición - Paulina del Paso y Miguel Schverdfinger – Temporada de huracanes‡ - Lucrecia Gutiérrez y Tatiana Huezo – El eco - Omar Guzmán – Tótem - Óscar Figueroa Jara – Heroico - Yibrán Asuad – Familia |
| Mejor Cortometraje Documental - Norte – Natalia Bermúdez‡ - Charrascas – Carlos Hernández Vázquez - Huachinango rojo – Cinthya Lizbeth Toledo Cabrera - KeMonito: La última caída – Teresa de Miguel Escribano - Yaxche’oob – Pablo Cruz Villalba | Mejor Cortometraje de Animación - Humo – Rita Basulto‡ - Nube – Diego Alonso Sánchez de la Barquera Estrada y Christian Arredondo Narváez - Camille – Denise Raquel Roldán Alcalá - Emme y sus días mutantes – Diego Acevedo - La canción del lago – Carlos Alberto Sallas Becerra y Beatriz Ariana Navarrete Ledesma - La vieja y el cuerpo – María Lucía Bayardo Dodge |
| Mejor Película Iberoamericana - La sociedad de la nieve – J.A. Bayona (España)‡ - Al otro lado de la niebla – Sebastián Cordero (Ecuador) - La hembrita – Laura Amelia Guzmán (República Dominicana) - Los colonos – Felipe Gálvez (Chile) - Puan – María Alché y Benjamin Naishtat (Argentina)                                                                                               | Mejor Cortometraje de Ficción - Apnea – Natalia Bermúdez‡ - Ángel – Hoze Meléndez - Chica de fábrica – Selma Cervantes - El color de la habitación – Iván Löwenberg - Patrona – Fanie Soto |
| Ariel de Oro - Brigitte Broch (Diseñadora de Producción) - Busi Cortés (Cineasta y Guionista) - Angélica María (Actriz y Cantante) | |

## Películas con múltiples nominaciones y premios
| Nominaciones | Películas                            |
| ------------ | ------------------------------------ |
| 15           | Tótem                                |
| 11           | Temporada de huracanes               |
| 11           | Heroico                              |
| 8            | Desaparecer por completo             |
| 7            | El eco                               |
| 6            | Todo el silencio                     |
| 6            | El último vagón                      |
| 6            | Familia                              |
| 4            | Recursos humanos                     |
| 4            | A cielo abierto                      |
| 3            | Perdidos en la noche                 |
| 3            | Valentina o la serenidad             |
| 3            | Masacre en Teques                    |
| 2            | No voy a pedirle a nadie que me crea |
| 2            | Martínez                             |
| 2            | Una jauría llamada Ernesto           |
| 2            | Adolfo                               |

| Premios | Película                 |
| ------- | ------------------------ |
| 5       | Tótem                    |
| 4       | Todo el silencio         |
| 3       | Temporada de huracanes   |
| 3       | Heroico                  |
| 3       | El eco                   |
| 2       | Desaparecer por completo |

## Presentadores y artistas
Las siguientes personas, enumeradas en orden de aparición, entregaron premios o interpretaron números musicales:
| Nombre(s)                                 | Rol                                                                                              |
| ----------------------------------------- | ------------------------------------------------------------------------------------------------ |
| Michelle Rodríguez                        | Anfitriona                                                                                       |
| Dana Karvelas Diana Bovio                 | Entregaron el premio a Revelación Actoral, Mejor Opera Prima y Mejor Película Iberoamericana     |
| Manolo Caro Macarena Achaga               | Entregaron el premio a Mejor Cortometraje Documental y Mejor Largometraje Documental             |
| Kike Vázquez Diana Bovio                  | Entregaron el premio a Mejor Guion Adaptado y Mejor Guion Original                               |
| Dana Karvelas Harold Azuara               | Entregaron el premio a Mejor Maquillaje y Mejor Diseño de Arte                                   |
| Blanca Guerra                             | Entregó el Ariel de Oro a la directora de arte Brigitte Broch.                                   |
| Michelle Rodríguez Manolo Caro            | Entregaron el premio a Mejor Edición y Mejor Vestuario                                           |
| Armando Casas                             | Presidente de la AMACC                                                                           |
| Macarena Achaga Harold Azuara             | Entregaron el premio a Mejores Efectos Especiales, Mejores Efectos Especiales y Mejor Fotografía |
| Arcelia Ramírez                           | Entregó póstumamente el Ariel de Oro a la directora Busi Cortés                                  |
| Kike Vázquez Diana Bovio                  | Entregaron el premio a Mejor Cortometraje de Animación y Mejor Cortometraje de Ficción           |
| Dana Karvelas Manolo Caro                 | Entregaron el premio a Mejor Sonido y Mejor Música Original                                      |
| Angélica Vale                             | Entregó el Ariel de Oro a la actriz y cantante Angélica María                                    |
| Kike Vázquez Macarena Achaga              | Entregaron el premio a a Mejor Coactuación Masculina y Mejor Coactuación Femenina                |
| Diana Bovio Harold Azuara                 | Entregaron el premio a Mejor Actor y Mejor Actriz                                                |
| Manolo Caro Macarena Achaga Dana Karvelas | Entregaron el premio a Mejor Dirección y Mejor Película                                          |

| Nombre(s)     | Rol        | Número                                                    |
| ------------- | ---------- | --------------------------------------------------------- |
| María Centeno | Intérprete | "Bésame mucho" de A toda máquina, Santa sangre y Danzón   |
| cKovi         | Intérprete | "Agoteo"                                                  |
| Noam Tucman   | Intérprete | "Fuera del mundo" durante el homenaje anual "In Memoriam" |
| María León    | Intérprete | "Lucha de gigantes" de Amores perros                      |

## In Memoriam
| - Alfredo Alegría - Alberto Ángel «El Cuervo» - Adán Canto - Álvaro Carcaño - Arturo Castelán - Adrián Fogarty - Adriana Laffan - Ana Ofelia Murguía - Azucena Rodríguez - Amparo Rubín - Armando Silvestre - Benito Castro - Busi Cortés - Carlos Bremer - Carlos Lyra - Cristina Pacheco - Concha Velasco - Ernesto Anaya - Enrique Estévez - Ernesto García Cabral - Ernesto Gómez Cruz - Enrique Ortiga - Elda Peralta - Erika Robledo - Esteban Schmelz - Esther Soler - Fernando Almada - Fernando Muñoz Castillo - Francisco Vidal - Gina Montes - Gabriel Ortiz | - Gastón Santos - Héctor Benavides - Humberto Espinosa - Helena Rojo - Ismael Rodríguez Jr. - Jorge Abraham - José Agustín - Juana Bacallao - José Morris - Jessica Muriel - Jaime Reyna - Jorge Verdín «Clorofila» - Juan Verduzco - Laurencio Cordero - Lynn Fanchtein - Laura Montalvo - Lino Nava - Luis Pérez Pons - Lourdes Portillo - Lorena Velázquez - Mayté Carol - Marcela Davilland - Manuel Enríquez - Miguel Ángel Fuentes - María del Carmen Farías - Moisés Ortiz Urquidi - Manuel Poncelis - Maya Ramos - Miguel Ángel Recillas - María Eugenia Ríos - Mark Schultz | - Mariana Sobrino - Marcos Demián Vargas - Nicandro Díaz - Nancy MacKenzie - Omar Rodríguez - Óscar Traven - Pilar Campesino - Patricia de Llano - Pepe Soriano - Queta Lavat - Román Chalbaud - Rosa Cué - Román Cruz Murillo - Renata Flores - Rosy Flores - Raúl Martínez - Rossy Mendoza - Rosita Pelayo - Roberto Sen - Rebeca D'Vivar - Santiago Flores de León - Sebastián Liera - Sasha Montenegro - Thelma Dorantes - Tonatihu Loza - Teresa Gimpera - Teresa Selma - Silvia Tortosa - Virginia López - Verónica Toussaint - Zoila Quiñones |

## Información de la ceremonia
El 26 de enero de 2024 la Academia Mexicana de Artes y Ciencias Cinematográficas publicó la convocatoria para su 66° edición de los Premios Ariel, con el 22 de marzo como fecha límite. Anunciando que la edición se realizaría por segunda vez en Guadalajara, Jalisco después de la retirada del apoyo federal a la ceremonia que la hizo abandonar su cede en Ciudad de México. El 3 de septiembre se anunció que la actriz y comediante Michelle Rodríguez conduciría la ceremonia, a su vez esta tendría como tema el diseño de vestuario.